# Pusztamagyaród
Pusztamagyaród je vas na Madžarskem, ki upravno spada pod podregijo Letenyei Županije Zala.